# Solpuga angolensis
Solpuga angolensis es una especie de arácnido  del orden Solifugae de la familia Solpugidae.

## Distribución geográfica
Se distribuye por Angola.